# 波士尼亞與赫塞哥維納民族院
波士尼亞與赫塞哥維納民族院是波斯尼亚和黑塞哥维那议会的兩院之一（另一個是波士尼亞與赫塞哥維納代表院）。人民院成立於1995年岱頓協定簽訂之後。波士尼亞與赫塞哥維納民族院共有15位議員，波士尼亞克人、克羅埃西亞人和塞爾維亞人各有五位代表。

## 参見
- 波士尼亞與赫塞哥維納政治
- 波士尼亞與赫塞哥維納代表院
- 波斯尼亚和黑塞哥维那议会
- 各國立法機構列表